# Bruno Ruffo
Bruno Ruffo, född den 9 december 1920 i Verona, Italien, död den 10 februari 2007 var en italiensk roadracingförare som vann 250GP-klassen två gånger; 1949 och 1951 och dessutom 125GP-klassen 1950.

## Segrar 250GP
| Nr | Grand Prix | År   |
| -- | ---------- | ---- |
| 1  | Schweiz    | 1949 |
| 2  | Frankrike  | 1951 |
| 3  | Nordirland | 1951 |

## Segrar 125GP
| Nr | Grand Prix | År   |
| -- | ---------- | ---- |
| 1  | Holland    | 1950 |